# کریستوفر کریک
کریستوفر کریک (انگلیسی: Christopher Carrick; ۸ اکتبر ۱۸۸۲ – ژوئن ۱۹۲۷ (۴۴ ساله)) بازیکن فوتبال اهل پادشاهی متحد بریتانیای کبیر و ایرلند بود.
از باشگاه‌هایی که در آن بازی کرده‌است می‌توان به باشگاه فوتبال گلنتوران، باشگاه فوتبال تاتنهام هاتسپر، باشگاه فوتبال ردینگ، باشگاه فوتبال وستهام یونایتد، و باشگاه فوتبال برادفورد سیتی اشاره کرد.